# Cariniana multiflora
Cariniana multiflora är en tvåhjärtbladig växtart som beskrevs av Adolpho Ducke. Cariniana multiflora ingår i släktet Cariniana och familjen Lecythidaceae.
Artens utbredningsområde är Colombia. Inga underarter finns listade i Catalogue of Life.